# دوک‌نشین بار
کنت‌نشین بار، که بعدها به دوک‌نشین بار تبدیل شد، یکی از دست‌نشاندگان امپراتوری مقدس روم بود که شهر باروآ را در بر می‌گرفت و مرکز آن شهر بار لو دوک بود. از قرن یازدهم توسط خاندان مونبلیارد اداره می‌شد. بخشی از این شهرستان، به‌اصطلاح باروآ مووانت، در سال ۱۳۰۱ میلادی به یکی از تیول‌های پادشاهی فرانسه تبدیل شد و در سال ۱۳۵۴ به دوک‌نشین ارتقا یافت. اما غیرمووان باروآ بخشی از امپراتوری مقدس روم باقی ماند. از سال ۱۴۸۰ با دوک‌نشین امپراتوری لورن متحد شد.
اما در سال ۱۷۳۵ بار و لورن هر دو تحت نفوذ فرانسه قرار گرفتند و بار به پادشاه مخلوع لهستان، استانیسلاو لیزینسکی واگذار شد. طبق پیمان وین در سال ۱۷۳۸، پس از مرگ استانیسلاو، که در سال ۱۷۶۶ اتفاق افتاد، این دوک‌نشین به ولیعهد فرانسه منتقل شد.